# Pfarrkirche Alberndorf im Pulkautal

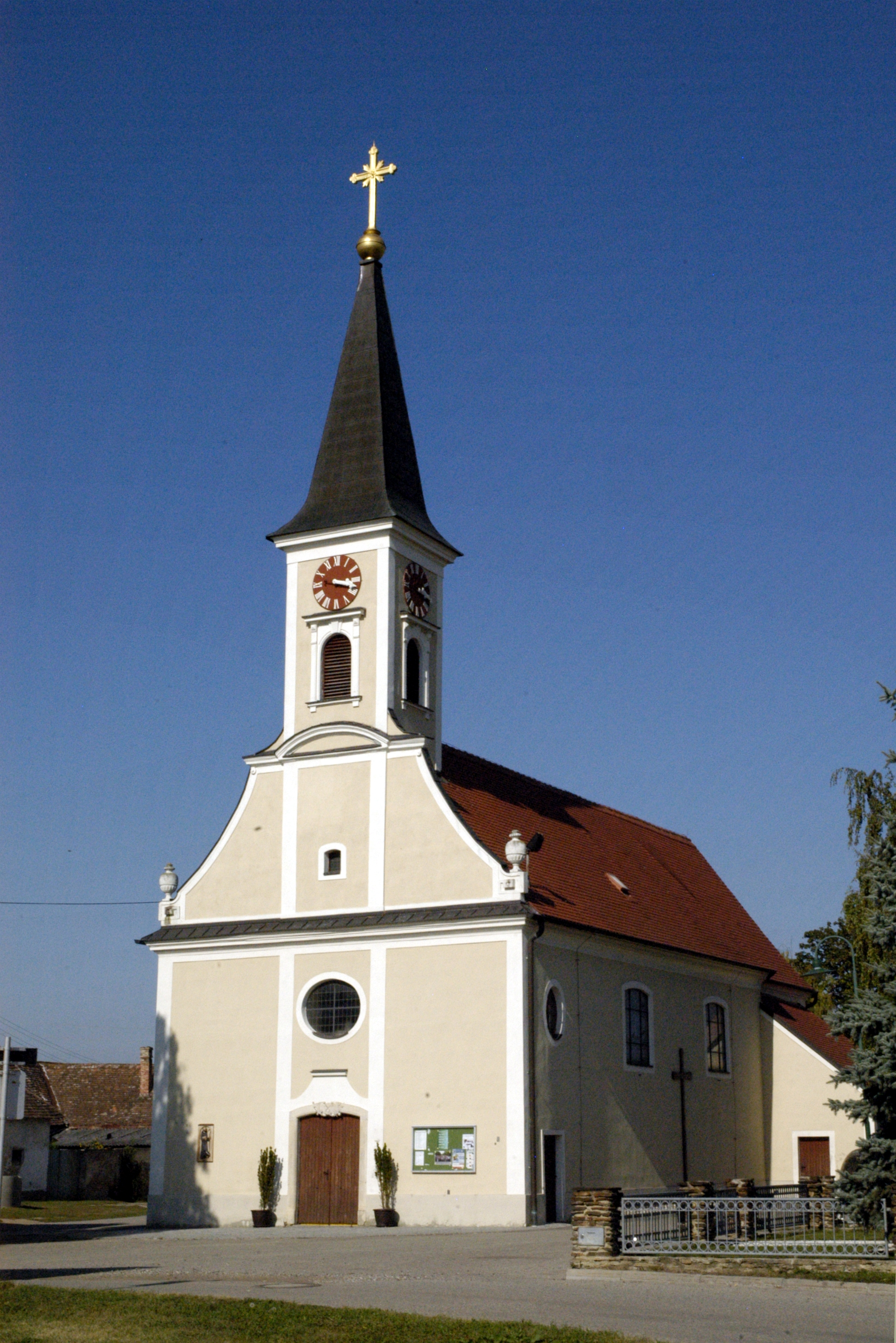
Katholische Pfarrkirche hl. Laurentius in Alberndorf im Pulkautal

Die Pfarrkirche Alberndorf im Pulkautal ist ein denkmalgeschütztes Gebäude. Alberndorf liegt im Bezirk Hollabrunn/Niederösterreich.
Sie ist eine römisch-katholische, dem Stift Melk inkorporierte Pfarrkirche im Dekanat Retz-Pulkautal im Vikariat Unter dem Manhartsberg der Erzdiözese Wien. Bis 2016 gehörte sie zum Dekanat Haugsdorf.

## Geschichte
Alberndorf wurde im Zuge der josephinischen Kirchenreform 1783 von der Pfarre Haugsdorf abgetrennt und als selbständige Pfarre konstituiert. Der Bau der Kirche begann 1784. Ab 1888 wurde sie grundlegend saniert, erweitert und zum Teil umgebaut, der Kirchturm wurde erhöht sowie ein neuer Hochaltar und eine neue Orgel angeschafft.

## Architektur
Die Kirche hat an der Westseite zwischen seitlichen Schmiegen mit Vasenaufsätzen einen Fassadenturm und an der Ostseite einen eingezogenen, halbkreisförmig geschlossenen Chor. Die Westfront ist durch Ecklisenen und Putzrahmen gegliedert. Im Scheitel des flachbogigen Portals ist eine Kartusche mit dem Melker Wappen zu sehen. An der Südseite liegt eine niedrige Sakristei und im Norden ein zweistöckiger Emporenanbau.
Der Innenraum ist flach gedeckt und weist gekehlte Ecken auf. Der Chor verfügt über ein auf Doppelpilastern ruhendes Platzlgewölbe. Die platzlunterwölbte Westempore erhebt sich über Pfeilern und verfügt über eine gemauerte Brüstung mit Putzgliederung.

## Ausstattung
Der Hochaltar wurde Ende des 18. Jahrhunderts angefertigt. Es handelt sich dabei um einen freistehenden, marmorierten Retabelaltar mit einem Bildnis des hl. Laurentius von Hermann Bosch. Die klassizistische Kanzel ist aus Holz. Sie ist durch ein Relief der ehernen Schlange dekoriert. Zur weiteren Ausstattung zählen eine Orgel aus der Zeit um 1811 mit 8 Registern, ein Taufstein vom Ende des 18. Jahrhunderts, eine Sandsteinfigur Maria Immaculata aus dem 18. Jahrhundert, Kreuzwegbilder aus der zweiten Hälfte des 19. Jahrhunderts sowie bemerkenswerte figurale Glasmalereien von Anfang des 20. Jahrhunderts.